# Hedvig Gebhard
Hedvig Maria Gebhard (nome de batismo: Silén; Turku, 14 de dezembro de 1867 – Helsinque, 13 de janeiro de 1961) foi uma política e jornalista finlandesa, considerada uma das primeiras mulheres a integrar o Parlamento do país.
Filha de comerciantes, Gebhard estudou em Estocolmo e Helsinque. Em sua carreira de jornalista, foi escritora da revista Pellervo em língua sueca e finlandesa. Em 1922, fundou a revista feminina  Kotiliesi, pela qual atuou no conselho editorial até a data de sua morte. No âmbito político, integrou o Parlamento por três mandatos, presidiu a Comissão de Assuntos Trabalhistas e também foi membro da Câmara Municipal de Helsinque.
Foi agraciada pelo governo finlandês em 1937 com o título honorífico de Conselheiro Econômico, em reconhecimento por sua contribuição na área econômica. Foi casada com Hannes Gebhard e faleceu aos 93 anos em Helsinque.